# Autódromo Parque Provincia del Neuquén

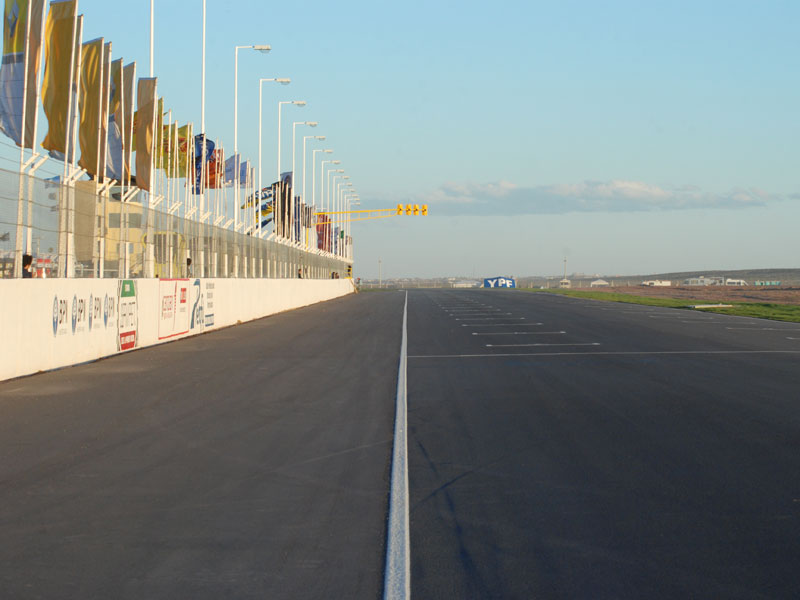
Recta principal el día de su inauguración.

El Autódromo Parque Provincia del Neuquén, también conocido como Autódromo Parque Ciudad de Centenario está ubicado en la ciudad de Centenario, a escasos 15 km de la ciudad de Neuquén, capital de la provincia homónima, en Argentina. Se encuentra emplazado al oeste en una zona de mesetas y bardas, y se accede a través de una autopista sobre la ruta provincial N.º 7.

## Historia
El proyecto fue impulsado por la AACC (Asociación Automovilística Centenario Competición) y quien fuera su presidente Julio Óscar “Lito” Holzmann. La obra se concretó luego de 24 meses ininterrumpidos de trabajo, con una inversión de más de $18.000.000 y un equipo de 70 personas.
Fue presentado el 25 de agosto de 2009 con los pilotos Juan Manuel Silva y Norberto Fontana que realizaron los primeros giros al nuevo trazado con los autos showcars de TC2000 de los equipos oficiales Toyota y Honda.
Su inauguración oficial fue el fin de semana del 6 de septiembre de 2009 con la presentación de la Fecha 9 del calendario de TC2000. El ganador de esta primera competencia fue Mariano Werner (TTA), seguido por Leonel Pernía (Equipo Petrobras) y Matías Rossi (Renault TC2000 Team). 
El Turismo Carretera se presentó por primera vez el 18 de abril de 2010 por la Fecha 4 y el ganador fue Lionel Ugalde con Ford. Es la categoría nacional con mayor cantidad de presentaciones.

## Instalaciones
El circuito principal tiene 4.380 m y un ancho de pista de 16 m. En las 190 hectáreas que posee el predio, se construyeron tres trazados y un gran playón de boxes. Posee una torre de cronometraje de tres pisos y sala de enfermería en la planta baja.

## Ganadores

### TC 2000
| Año            | Piloto           | Automóvil       | Equipo                        |
| -------------- | ---------------- | --------------- | ----------------------------- |
| 2009           | Mariano Werner   | Toyota Corolla  | Toyota Team Argentina         |
| 2010           | Emiliano Spataro | Fiat Linea      | Scuderia Fiat                 |
| 2022 (primera) | Jorge Barrio     | Toyota Corolla  | Toyota Gazoo Racing Argentina |
| 2022 (segunda) | Bernardo Llaver  | Chevrolet Cruze | Chevrolet Pro Racing          |

### TC
| Año                    | Piloto                   | Automóvil       |
| ---------------------- | ------------------------ | --------------- |
| 18 de abril de 2010    | Lionel Ugalde            | Ford Falcon     |
| 17 de abril de 2011    | Mariano Werner           | Ford Falcon     |
| 3 de marzo de 2013     | Gabriel Ponce de León    | Ford Falcon     |
| 9 de febrero de 2014   | Guillermo Ortelli        | Chevrolet Chevy |
| 19 de abril de 2015    | Matías Rossi             | Chevrolet Chevy |
| 6 de marzo de 2016     | Agustín Canapino         | Chevrolet Chevy |
| 12 de marzo de 2017    | Luis José Di Palma       | Torino Cherokee |
| 11 de marzo de 2018    | Jonatan Castellano       | Dodge Cherokee  |
| 3 de marzo de 2019     | Valentín Aguirre         | Dodge Cherokee  |
| 1 de diciembre de 2019 | Juan Manuel Silva        | Ford Falcon     |
| 8 de marzo de 2020     | Juan Cruz Benvenuti      | Torino Cherokee |
| 6 de marzo de 2022     | Gastón Mazzacane         | Chevrolet Chevy |
| 5 de marzo de 2023     | Juan Tomás Catalán Magni | Ford Falcon     |
| 7 de abril de 2024     | Jose Manuel Urcera       | Ford Falcon     |

### TC Pick Up
| Año                  | Piloto              | Automóvil |
| -------------------- | ------------------- | --------- |
| 1 de octubre de 2017 | Andrés Jakos        | Dodge     |
| 7 de octubre de 2018 | José Hernán Palazzo | Torino    |
| 6 de octubre de 2019 | Marcos Landa        | Torino    |

| Año                  | Piloto              | Automóvil |
| -------------------- | ------------------- | --------- |
| 6 de octubre de 2019 | Juan Cruz Benvenuti | Toyota    |

### Top Race V6
| Año  | Piloto           | Automóvil             | Equipo    |
| ---- | ---------------- | --------------------- | --------- |
| 2013 | Agustín Canapino | Mercedes Benz Clase C | Sportteam |
| 2022 |                  |                       |           |

### Récords de vueltas
| Categoría                     | Año  | Piloto             | Automóvil   | Equipo              | Tiempo                   |
| ----------------------------- | ---- | ------------------ | ----------- | ------------------- | ------------------------ |
| Turismo Carretera             | 2023 | Julian Santero     | Ford Falcon | LCA Racing          | 1'27.187 a 180.853 km/h. |
| TC 2000                       | 2010 | Emiliano Spataro   | Fiat Linea  | Scuderia Fiat       | 1:29.900 a 172.952 km/h. |
| TC Pista                      | 2016 | Nicolás Cotignola  | Torino      | Sprint Racing       | 1:29.918 a 171.360 km/h. |
| Fórmula Renault 2.0 Argentina | 2010 | Kevin Icardi       | Tito        | Werner Plan Rombo   | 1:30.533 a 171,743 km/h. |
| Turismo Nacional              | 2010 | Luis José Di Palma | Peugeot 307 | Vittal G Racing Car | 1:34.939 a 163,773 km/h. |
| TC Pick Up                    | 2019 | Valentín Aguirre   | Nissan      | JP Carrera          | 1:33.168 a 169,243 km/h. |

## Galería de fotos
- Salida a la recta principal y vista a la torre de control.
- Entrada a boxes durante TC 2000.